# 아르템 지지히야

아르템 지지히야(조지아어: არტემ ჯიჯიხია, 러시아어: Артемий Мурзаканович Джиджихия 아르테미 무르자카노비치 지지히야[*], 1874년 6월 12일 ~ 1938년 12월 31일)는 조지아의 군인이다.
티플리스(트빌리시) 신학교에 입학했지만 1893년 러시아 제국 군대에 입대했다. 1897년에는 티플리스 보병 귀족 학교에 입학했고 러시아령 투르키스탄의 부하라에서는 육군 중위로 복무했다.
1910년에는 폴란드 입헌왕국에서 육군 대위로 복무했다. 1914년에 일어난 제1차 세계 대전의 전투인 타넨베르크 전투에서는 독일 제국 군대의 포로로 잡혔다가 나중에 석방되었다.
1918년에 독립한 조지아 민주공화국 군대에 복무했고 1919년에는 육군 소장 계급으로 승진했다. 1921년 러시아 군대가 트빌리시를 점령하면서 조지아는 조지아 소비에트 사회주의 공화국이 되었다. 1938년 소련의 이오시프 스탈린이 주도한 대숙청에 의해 희생되었다.